# Phuyatappa
Phuyatappa – gaun wikas samiti we wschodniej części Nepalu w strefie Meći w dystrykcie Ilam. Według nepalskiego spisu powszechnego z 2001 roku liczył on 743 gospodarstw domowych i 3820 mieszkańców (1972 kobiet i 1848 mężczyzn).